# Спирометрија
Спирометрија је испитивање вентилационе функције плућа, односно испитивање неких статичких и динамичких плућних волумена и капацитета, које се у медицини редовно обавља у оквиру дијагностике, терапије и праћења резултата лечења плућних болести,  селекционих прегледа пре запошљавања и током запослења на радним местима који захтевају појачане физичке напоре или на којима је повећана потреба за кисеоником.
Апарати који се у медицини данас користе за извођење спирометрије понекад су толико софистицирани да је је током спирометрије довољно уписати податке о пацијенту, да пацијент максимално удахне ваздух из околине, а затим најбрже што може и до краја издахне ваздух из плућа у апарат. Након тога апарат сам рачуна све остале потребне волумене и капацитете. Притом је важна сарадња пацијента, правилна примена спирометријске технике и редовно баждарење апарата. Ради тачности резултата, важно је да се током спирометрије не дише на нос и да се ваздух у целости издахне из плућа у апарат. Ради веће тачности, тестирање се изводи три пута за редом.

## Примена
Спирометрија је основни тест у пулмологији којим се започиње испитивање дисајне функција плућа. На основу првих резултата спирометрије накнадно се одређују допунски тестови уз помоћ којих се поставља тачна дијагноза болести и одређује тип функционалног оштећења или утврђује стање дисајне функције. 
Спирометрија је безболна неинвазивна метода, којом се констатује да ли је проток ваздуха очекиван, или смањен због; астме, ХОБП, тумора. Такође овом методом се доста поуздано диференцијално-дијагностички може утврдити да ли се код пацијента ради о болестима плућа или о психичким поремећајима који могу да изазову гушење и понекад личе на плућне сметње. Такође ако је реч о плућном поремећају спирометријом се са великом прецизношћу може утврдити у ком се делу плућног  система поремећај десио.
Улога спирометрије у појединим областима медицине
| Област                  | Улога |
| ----------------------- | --- |
| Лечење болести          | - Постављање дијагнозе - Откривање болести - Процена тежине болести - Праћење болести - Прогноза болести - Процена ефеката терапије - Преоперацијска припрема болесника - Процена за лечење у хипербаричној комори |
| Професионална селекција | - Процена физичке спремности и радне способности - Процена физичке спремности спортиста - Селекција радника за специјалне дужности у којима су изложени повишеном притиску атмосфере                               |
| Научноистраживачки рад  | - Откривање и праћење фактора ризика на радном месту - Процена нежељених ефеката лека - Епидемиолошка истраживања плућних болести - Праћење развоја или старења организма - Престајање пушења цигарета             |

## Начин извођења
Пре почетка теста медицинска сестра или техничар испитанику ће објаснити како да правилно дише и изведе све маневре дисања. Потом се испитаник спаја са апаратом преко усисника (пластичног или картонског) који се за сваког пацијента мења, и ребрастог црева. Усисник испитаник треба да обухвати уснама тако да језик не улази у отвор усисника. На нос се испитанику поставља штипаљка, како би се затворили носни канали и спречио излазак ваздуха ван усисника и апарата. 
Након припремних радњи извођење теста почиње тако што према инструкцијама медицинског радника; испитаник прво нормално дише кроз усисник, а затим у првом акту прво лагано издувава сав ваздух из плућа, да би у другом акту брзо удахнуо пуним плућима и одмах што брже и јаче издувао сав ваздух из плућа. Након ових поступака, пацијент се одваја од  апарата, који сам израчунава све задате волумене и капацитете. 
За успешно извођење теста јако је важна сарадња пацијента и правилна техника. За тачност измерених параметара, најважније је да испитаник не дише на нос и да издахне сав ваздух из плућа. Ради веће тачности, тестирање се изводи три пута за редом.
Како форсирано дисање није природно и може да изазове спазам, и друге нежељене реакције, прописане су контраиндикације или стања у којима се спирометрија не сме изводити (види у наставку).

## Индикације
Најчешће индикације за примену спирометрија су:
- дијагноза и праћење тока лечење астме,[4][5]
- дијагностика респираторног обољења код болесника са симптомима диспнеје, и поремећаја дисања узрокованог срчаном болешћу,[6]
- мерење бронхијалне реакције код пацијената за које се сумња да имају астму,[6]
- дијагноза и диференцијална дијагноза опструктивних и рестриктивних болести плућа,[6]
- контрола и праћење тока болести код респираторних поремећаја,[6]
- процена радне способности код особа са професионалном астмом,[6]
- откривање баротрауме пућа након роњења,[6]
- преоперативна процена ризика за анестезије или оперативни захват у кардиоторакалној хирургији,[6]
- мерење нивоа одговора организма током лечења стања и болести која се могу пратити спирометријом,[6]
- дијагностика дисфункције гласних жица.

## Контраиндикације
Како форсирани експираторни маневри током извођења теста могу погоршати нека медицинска стања, спирометрија не треба радити у следећим стањима:
- Хемоптизија непознатог порекла
- Пнеумоторакс
- Нестабилни кардиоваскуларни статус (ангина, недавни инфаркт миокарда, итд)
- Грудна, абдоминална, или мождана анеуризма
- Катаракта или недавне операције ока
- Недавни оперативни захвати у грудној или абдоминалној хирургији
- Мучнина, повраћање, или акутна болест
- Недавна или актуелна вирусна инфекција

## Физиолошки параметри
Ради лакшег описивања плућне вентилације, у физиологији дисања ваздух у плућима је подељено на четири волумена и четири капацитета, којима су одређене просечне вредности за младог одраслог мушкарца.

### Плућни волумени
Волумене плућа чине; дисајни волумен, инспираторни резервни волумен, експираторни резервни волумен и резидуални волумен. Збир вредности плућних волумена плућа чини максимални волумен или запремину на којој се могу проширити плућа неке особе.
1. Дисајни волумен  (TV)
TV је волумен ваздуха која се удахне или издахне из плућа при мирном дисању. Он износи око 500 ml у одраслог мушкарца. Од ових 500 мл, само 350 мл долази до алвеола. Остатак од 150 мл се задржава у деловима плућа у којима нема размене гасова, а то је мртви простор.
2. Инспираторни резервни волумен (IRV)
IRV је додатни волумен ваздуха који се максимално може удахнути у плућа изнад нормалног дисајног волумена када особа удахне пуном снагом након инспирације при мирном дисању. Обично износи 3.000 ml (око 3.500 ml код мушкараца и око 2.000 ml код жена).
3. Експираторни резервни волумен (ERV)
ERV је волумен ваздуха који се из плућа може издахнути максималном издисајем (експирацијом) након мирног издисаја. Износи око 1.100 ml код мушкараца и око 700 ml код жена.
4. Резидуални волумен (RV)
RV је волумен ваздуха који остаје у плућима након максималног издисаја (експиријума) Износи у просеку око 1.200 ml. код мушкараца и нешто мање код жена. Мери се посебним методама.

### Плућни капацитети
Плућни капацитети су збир два или више плућних волумена. Само неки од њих се могу измерити спирометријски.
Инспираторни капацитет (IC)
IC је максимални волумен ваздуха који се може удахнути после издисаја у мировању. Једнак је збиру респираторног и резервног инспираторног волумена. Износи приближно 3.500 ml.
Функционални резидуални капацитет (FRC)
FRC је волумен ваздуха који остаје у плућима након мирног издисаја (експиријума). Једнак је збиру експираторног резервног волумена и резидуалног волумена. Износи приближно 2.300 ml.
Витални капацитет (VC)
VC је највећи волумен ваздуха који се може издахнути после максималне инспирације. Састоји се из респираторног, инспираторног резервног и експираторног резервног волумена. Просечна вредност је 4.600 ml.
Тотални капацитет (TC)
TC је волумен ваздуха који се налази у плућима после максималног инспиријума. Састоји се од сва четири плућна волумена. Износи око 5.800 ml.